# Єлецький сільський округ
Єле́цький сільський округ (каз. Елец ауылдық округі, рос. Елецкий сельский округ) — адміністративна одиниця у складі Айиртауського району Північноказахстанської області Казахстану. Адміністративний центр — село Єлецьке.
Населення — 524 особи (2021; 722 у 2009, 1048 у 1999, 1248 у 1989).
Станом на 1989 рік існувала Єлецька сільська рада (села Айиртауське, Єлецьке, Колесниковка, Кругловка, Міждуозерне). Село Кругловка було ліквідовано 2015 року.

## Склад
До складу округу входять такі населені пункти:
| Населений пункт    | Старі назви | Населення, осіб (1989) | Населення, осіб (1999) | Населення, осіб (2009) | Населення, осіб (2021) |
| ------------------ | ----------- | ---------------------- | ---------------------- | ---------------------- | ---------------------- |
| Айиртауське, село  | -           | 85                     | 189                    | 152                    | 101                    |
| Єлецьке, село      | -           | 581                    | 462                    | 414                    | 321                    |
| Колесниковка, село | -           | 168                    | 146                    | 73                     | 62                     |
| Кругловка, село    | -           | 240                    | 120                    | 31                     | -                      |
| Міждуозерне, село  | -           | 174                    | 131                    | 52                     | 40                     |